# Бессонов, Лев Алексеевич
Лев Алексеевич Бессонов (1915—2006) — советский и российский учёный, математик, доктор технических наук (1956), профессор (1958). Автор учебника для вузов (12 изданий).

## Биография
В 1934 поступил в Московский электротехнический институт, который с отличием окончил в марте 1940. С июня 1939 по апрель 1944 работал инженером в лаборатории завода № 624 НКЭП, после чего по конкурсу поступил в аспирантуру на кафедру теоретических основ электротехники МЭИ, научный руководитель К. А. Круг. Кандидатскую диссертацию защитил в 1946, в 1948 стал доцентом этой же кафедры, где и проработал 10 лет. В 1954 перешёл на работу во ВЗЭИ. В 1956 в ИАТ АН СССР защитил докторскую диссертацию. С 1955 по 2000 являлся заведующим кафедрой ТОЭ МИРЭА, где в 1958 утверждён в учёном звании профессора.

## Публикации
- Теоретические основы электротехники. Электрические цепи. М.: Высшая школа, 1996.[1][2][3][4]
- Теоретические основы электротехники. Электромагнитное поле. М.: Гардарики, 2003. — 316 с. : ил. — ISBN 5-8297-0158-8.
- Нелинейные электрические цепи. М.: Высшая школа, 1964. — 429 с. : ил.
- Линейные электрический цепи. Новые разделы курса теоретических основ электротехники. М.: Высшая школа, 1968. — 255 с. : ил.
- Теоретические основы электротехники в 3-х частях. М.: Высшая школа, 1973. — 750 с. : ил.
- Сборник по теоретическим основам электротехники. М.: Высшая школа, 1988. — 542 с. : ил. — ISBN 5-06-001296-4.
- Сборник задач по теоретическим основам электротехники. М.: Высшая школа, 2003. — 527 с. : ил, табл. — ISBN 5-06-003795-9.